# Wabasso Beach
Wabasso Beach és una concentració de població designada pel cens dels Estats Units a l'estat de Florida. Segons el cens del 2000 tenia 1.075 habitants.

## Demografia
Segons el cens del 2000, Wabasso Beach tenia 1.075 habitants, 554 habitatges, i 383 famílies. La densitat de població era de 351,7 habitants/km².
Dels 554 habitatges en un 9,7% hi vivien nens de menys de 18 anys, en un 64,8% hi vivien parelles casades, en un 3,8% dones solteres, i en un 30,7% no eren unitats familiars. En el 25,6% dels habitatges hi vivien persones soles el 15,7% de les quals corresponia a persones de 65 anys o més que vivien soles. El nombre mitjà de persones vivint en cada habitatge era d'1,94 i el nombre mitjà de persones que vivien en cada família era de 2,28.
Per edats la població es repartia de la següent manera: un 8,5% tenia menys de 18 anys, un 2% entre 18 i 24, un 10,5% entre 25 i 44, un 32,1% de 45 a 60 i un 46,9% 65 anys o més.
L'edat mediana era de 64 anys. Per cada 100 dones de 18 o més anys hi havia 89,2 homes.
La renda mediana per habitatge era de 67.072 $ i la renda mediana per família de 74.808 $. Els homes tenien una renda mediana de 75.771 $ mentre que les dones 39.464 $. La renda per capita de la població era de 48.690 $. Entorn del 2% de les famílies i l'1,4% de la població estaven per davall del llindar de pobresa.

## Poblacions més properes
El següent diagrama mostra les poblacions més properes.